# Кульнев, Илья Ильич
Кульнев Илья Ильич (9 января 1885, София — 7 мая 1915, над Ревельским заливом) — морской лётчик, лётчик-испытатель, старший лейтенант Русской армии, участник Русско-японской и Первой мировой войны, основоположник отечественного высшего пилотажа. Первым в истории авиации осуществил полёт на гидросамолёте в перевёрнутом положении.

## Биография
Родился 9 января 1885 года в Софии в дворянской семье Отец — Генерал-майор Свиты Его Императорского Величества Кульнев Илья Яковлевич.
В 1904 году окончил Морской кадетский корпус. Русско-японскую войну встретил мичманом. Участвуя в Цусимском сражении в отряде береговой охраны контр-адмирала Н. И. Небогатова на броненосце «Генерал-Адмирал Апраксин», оказался в японском плену. После возвращения из плена направлен в 1-й Балтийский флотский экипаж на корабли Балтийского флота. 13.04.1908 года получил чин лейтенанта. В 1911 году прошёл курс обучения в Водолазной школе.
В 1912 году лейтенант И. Кульнев направлен на теоретические авиационные курсы имени В. В. Захарова в Санкт-Петербургский политехнический институт. После блестящего окончания курсов направлен для обучения полётам в Севастопольскую авиационную школу. Получив звание «лётчика», направлен в Службу связи Балтийского флота 20.05.1913. Служил на Опытной авиационной станции Балтийского флота, располагавшейся в Санкт-Петербурге в Гребном порту, затем переведённой на остров Эзель. 1 июля 1914 года получил звание «морской лётчик».
Проявил себя незаурядным пилотом — летал и испытывал новые модели аппаратов. На гидросамолёте С-10 конструкции Игоря Сикорского первым исполнил фигуры высшего пилотажа — 15.12.1913 года провёл полёт в перевёрнутом положении самолёта. Провёл первый испытательный полёт летающей лодки «М-1» конструктора Д. П. Григоровича, первым произвёл ночной взлёт и посадку гидросамолёта на море. 3.04.1915 старший лейтенант (произведён 15.03.1915 г.) И. Кульнев назначен командиром 1-й авиационной станции, созданной в Гельсингфорсе для защиты русских кораблей от воздушных атак неприятеля. До своей гибели 7 мая 1915 года провёл десятки разведывательных полётов. Погиб, испытывая усовершенствованный вариант французской летающей лодки «FBA», над акваторией Ревельского залива.
Морской лётчик Илья Кульнев по праву считается основоположником отечественного высшего пилотажа.
Похоронен на Новодевичьем кладбище Санкт-Петербурга рядом с могилой отца

## Награды
Светло-бронзовая медаль в память Русско-японской войны 1904—1905 года
Золотой знак по окончании курса Морского корпуса.
орден Святого Станислава 3-й степени
Светло-бронзовая медаль памяти 300-летия царствования дома Романовых.